# بیا شیطان باشیم
بیا شیطان باشیم (انگلیسی: Let's Be Evil) یک فیلم به کارگردانی مارتین اوون است که در سال ۲۰۱۶ منتشر شد.